# Asnières (Eure)
Asnières je francouzská obec v departementu Eure v regionu Normandie. V roce 2010 zde žilo 299 obyvatel.

## Vývoj počtu obyvatel
Počet obyvatel 